# Ricardo Rocha (Fußballspieler, 1978)
Ricardo Sérgio Rocha Azevedo (* 3. Oktober 1978 in Santo Tirso) ist ein ehemaliger portugiesischer Fußballspieler. 
Er war ein Abwehrspieler, der in der Innenverteidigung spielte. Im Jahr 2006 wurde Ricardo Rocha Stammspieler in der portugiesischen Fußballnationalmannschaft. Insgesamt bestritt er sechs Länderspiele.